# Isola di Lavrov (Mar del Giappone)
L'isola di Lavrov (in russo Остров Лаврова, ostrov Lavrova) è un'isola russa che fa parte dell'arcipelago dell'imperatrice Eugenia ed è bagnata dal mar del Giappone.
Amministrativamente appartiene al Territorio del Litorale, che è parte del Circondario federale dell'Estremo Oriente.

## Geografia
L'isola è situata nella parte settentrionale del golfo di Pietro il Grande a circa 800 m dalla costa meridionale dell'isola Russkij, nella parte alta della vasta insenatura formata dall'isola di Škot a est, da Russkij a nord, e dall'isola di Popov a ovest. Si trova 18 km a sud-ovest del centro di Vladivostok ed è bagnata dalle acque del golfo dell'Ussuri.
Lavrov è una piccola isola dalla forma allungata, orientata in direzione nord-sud, con una lunga striscia di terra nella parte settentrionale; misura poco meno di 800 m di lunghezza e 240 m di larghezza massima, per una superficie totale di circa 0,088 km².
L'isola è costituita da basse strutture collinari: nel sud (verso il mare aperto) e in parte a ovest ci sono delle balze rocciose che digradano dolcemente verso nord.
La costa, leggermente frastagliata, è lunga 2 km. Il terreno ha una linea di displuvio che dà verso ovest. Esso è coperto per la maggior parte da boschi di latifoglie, con sporadiche presenze di conifere, e zone di vegetazione pratense e arbustiva.
A est, è separata dall'isola di Ėngel'm da un terrapieno artificiale sul quale corre una strada in terra battuta lunga 320 m.
Come altre isole della zona, Lavrov non ha una popolazione residente ma è una delle mete turistiche per la popolazione delle città vicine. Alcune attrazioni sono: un faro automatico all'estremità meridionale, una nave semidistrutta su una secca 120 m a est della striscia di terra settentrionale, un alto faraglione visibile nel sud-ovest, e una vecchia croce di legno nel sud-est.

## Isole adiacenti
- Isola di Ėngel'm (остров Энгельма, ostrov Ėngel'ma), poco a est di Lavrov, è una piccola isola di 0,05 km².